# Marengo crassipes
Marengo crassipes là một loài nhện trong họ Salticidae.
Loài này thuộc chi Marengo. Marengo crassipes được Elizabeth Maria Gifford Peckham & George William Peckham miêu tả năm 1892.